# Сытомино
Сытомино — село в России, находится в Сургутском районе Ханты-Мансийского автономного округа — Югры.
Почтовый индекс — 628436, код ОКАТО — 71126936001.

## Статистика населения
| 2010 |
| ---- |
| 1098 |

## Климат
Климат резко континентальный, зима суровая, с сильными ветрами и метелями, продолжающаяся семь месяцев. Лето относительно тёплое, но быстротечное.
| Показатель              | Янв.  | Фев.  | Март | Апр. | Май | Июнь | Июль | Авг. | Сен. | Окт. | Нояб. | Дек.  | Год  |
| ----------------------- | ----- | ----- | ---- | ---- | --- | ---- | ---- | ---- | ---- | ---- | ----- | ----- | ---- |
| Средняя температура, °C | −19,7 | −19,6 | −9,7 | −3,5 | 4,8 | 14,6 | 17,5 | 14,7 | 7,4  | −0,5 | −11,7 | −17,3 | −1,8 |
| Источник: World Climate |       |       |      |      |     |      |      |      |      |      |       |       |      |